# Morpholeria variabilis
Morpholeria variabilis är en tvåvingeart som först beskrevs av Friedrich Hermann Loew 1862.  Morpholeria variabilis ingår i släktet Morpholeria och familjen myllflugor. Inga underarter finns listade i Catalogue of Life.